# Тілтон (Нью-Гемпшир)
Тілтон (англ. Tilton) — місто (англ. town) в США, в окрузі Белкнеп штату Нью-Гемпшир. Населення — 3962 особи (2020).

## Демографія
Згідно з переписом 2010 року, у місті мешкало 3567 осіб у 1462 домогосподарствах у складі 888 родин. Було 1845 помешкань
Расовий склад населення:
| - 96,2 % — білих - 1,4 % — азіатів - 0,4 % — чорних або афроамериканців - 0,2 % — корінних американців |

До двох чи більше рас належало 1,7 %. Частка іспаномовних становила 1,1 % від усіх жителів.
За віковим діапазоном населення розподілялося таким чином: 17,9 % — особи молодші 18 років, 62,1 % — особи у віці 18—64 років, 20,0 % — особи у віці 65 років та старші. Медіана віку мешканця становила 45,2 року. На 100 осіб жіночої статі у місті припадало 106,2 чоловіків;  на 100 жінок у віці від 18 років та старших — 106,2 чоловіків також старших 18 років.
Середній дохід на одне домашнє господарство  становив 62 122 долари США (медіана — 53 418), а середній дохід на одну сім'ю — 73 490 доларів (медіана — 61 233). Медіана доходів становила 49 625 доларів для чоловіків та 36 382 долари для жінок. За межею бідності перебувало 10,5 % осіб, у тому числі 12,2 % дітей у віці до 18 років та 8,5 % осіб у віці 65 років та старших.
Цивільне працевлаштоване населення становило 1834 особи. Основні галузі зайнятості: освіта, охорона здоров'я та соціальна допомога — 26,6 %, роздрібна торгівля — 20,3 %, виробництво — 9,7 %, мистецтво, розваги та відпочинок — 9,4 %.